# Anticolinergic

Structura atropinei, un anticolinergic natural.

Un anticolinergic este o substanță medicamentoasă parasimpatolitică ce blochează acțiunea acetilcolinei la nivelul sinapselor localizate în sistemul nervos central și în sistemul nervos periferic. Aceste medicamente blochează transmiterea influxului nervos parasimpatic, ceea ce se realizează prin blocarea receptorilor specifici acetilcolinei de la nivelul membranelor neuronale.

## Clasificare
După ținta moleculară pe care o blochează, anticolinergicele pot fi antimuscarinice și antinicotinice.

### Antimuscarinice
- Antipsihotice (clozapină, quetiapină)[4]
- Atropină
- Benztropină
- Biperiden
- Clorfeniramină
- Unele ISRS (citalopram)[4]
- Diciclomină (Dicicloverină)
- Dimenhidrinat[4]
- Difenhidramină[4]
- Doxepină
- Doxilamină
- Glicopirolat
- Glicopironiu
- Hiosciamină
- Ipratropiu
- Orfenadrină
- Otiloniu
- Oxifenoniu
- Oxitropiu
- Oxibutinină[4]
- Prometazină
- Propantelină
- Scopolamină
- Solifenacină
- Tolterodină
- Tiotropiu
- Antidepresive triciclice
- Trihexifenidil
- Tropicamidă

### Antinicotinice
Ganglioplegice
- Bupropionă[5]
- Mecamilamină[6]
- Nicotină (depinde de doză)
- Toxina botulinică

Blocante neuromusculare (curarizante)
- Curarizante antidepolarizante
  - Tubocurarină
  - Dimetiltubocurarina
  - Galamină
  - Pancuroniu
  - Vecuroniu
  - Alcuroniu
  - Atracuriu
  - Rocuroniu
- Curarizante depolarizante
  - Decametoniu
  - Suxametoniu